# Bertuzzi (cognome)
Bertuzzi è un cognome di lingua italiana.

## Varianti
Bertuzzelli, Bertuzzo.

## Origine e diffusione
Cognome tipicamente settentrionale, è presente prevalentemente in Lombardia, Emilia-Romagna e Friuli.
Potrebbe derivare dal germanico berth, "lucente, illustre", o dalla contrazione di un nome contenente lo stesso elemento, risultando quindi variante del cognome Berti; tuttavia, potrebbe anche derivare da un toponimo.
In Italia conta circa 1873 presenze.
La variante Bertuzzo è vicentina.

## Persone
- Emilio Bertuzzi (1920-2001) – hockeista su pista italiano
- Francesca Bertuzzi (1981) – scrittrice italiana
- Giampaolo Bertuzzi (1964) – musicista e cantante italiano